# Smart Link Communication
Smart Link Communication (SLC) est une entreprise algérienne spécialisée dans l'exploitation de réseaux de télécommunications à haut débit sans fil et dans la voix sur Internet (VoIP). SLC est le premier fournisseur d'accès à Internet WiMAX en Algérie. 
Créée en 2001, elle est dirigée par Lotfi Nezzar, fils du général Khaled Nezzar, ancien ministre de la Défense et ancien chef d'état-major.
SLC cesse ses activités le 22 août 2019.

## Historique
Smart Link Communication (SLC) est créée en 2001 par Lotfi Nezzar. 
En janvier 2019, l'Autorité de régulation de la poste et des communications électroniques réclame près de 70 millions de dinars de taxes à SLC, cette dernière estime que la loi l'exonère de ces taxes, début février, le ministère des Finances lui donne raison. 
Le 30 juillet 2019, l'ARPCE annonce qu'elle ne renouvellera pas les autorisations attribuées à SLC pour ses activités de service internet. De la Licence d'établissement et d'exploitation d'un réseau public de télécommunications par satellite de type VSAT et de l'autorisation de fourniture de services de transfert de la voix sur protocole internet (VoIP).

## Activités
Le réseau SLC est le plus grand réseau internet sans fil à bande large en Algérie, le large bande est de 2000 fois plus rapide que celle d'une technologie internet accessible par voie téléphonique. SLC compte comme clients plus de 700 entreprises algériennes et étrangères, des ambassades et des institutions étatiques.